# Jarnail Singh Bhindranwale
Pour les articles homonymes, voir Brar.
 (mai 2022).
 (mai 2017).
Si vous disposez d'ouvrages ou d'articles de référence ou si vous connaissez des sites web de qualité traitant du thème abordé ici, merci de compléter l'article en donnant les références utiles à sa vérifiabilité et en les liant à la section « Notes et références ».
Jarnail Singh Bhindranwale, né Jarnail Singh Brar (pendjabi : ਜਰਨੈਲ ਸਿੰਘ ਭਿੰਡਰਾਂਵਾਲੇ) était le dirigeant du Damdami Taksal (en), une organisation sikh basée au Panjâb, et était une des principales figures du mouvement Khalistan.